# اسکور اس‌ای
اسکور اس‌ای (به فرانسوی: Scor SE) شرکت خدمات مالی فرانسوی است، که در زمینه ارائه انواع خدمات بیمه؛ بیمه اتکایی، بیمه اموال، بیمه تلفات و بیمه خدمات درمانی فعالیت می‌کند. شاخه‌ای از این شرکت نیز در حوزه مدیریت سرمایه‌گذاری فعال است.
شرکت اسکور از سال ۲۰۰۷ به‌عنوان پنجمین شرکت بزرگ بیمه در جهان شناخته می‌شود. دفتر مرکزی این شرکت در شهر پاریس قرار دارد و بخشی از سهام آن در بازارهای بورس نیویورک و بورس یورونکست پاریس معامله می‌شود. 
شرکت اسکور اس‌ای در تاریخ ۴ ژوئن ۲۰۱۳ موفق به خرید شعبه ایالات متحده شرکت بیمه جنرالی شد، که پس از ادغام این شرکت به‌عنوان بزرگترین شرکت بیمه اتکایی در ایالات متحده آمریکا شناخته می‌شود.